# The Master & The Protege
The Master & The Protege (El maestro y el protegido) es un álbum de estudio de Héctor Lavoe, que cuenta con la participación de Van Lester, grabado entre los años 1986 y 1993. Fue lanzado el 7 de diciembre de 1993 por el sello Fania Records.
Lavoe nunca pudo completar este álbum, ya que su salud le fallaba muy a menudo y le impedía asistir a las sesiones de grabación. Por lo que fue terminado por Van Lester luego del fallecimiento de Héctor Lavoe en junio de 1993. 

## Historia

### Origen del disco
En marzo de 1986, luego del éxito y la acogida recibida de sus conciertos en los carnavales de Panamá, Willie Colón y Héctor Lavoe se reúnen para la producción de dos discos que significarían presentaciones para los posteriores años. 

### Grabación
La orquesta se encargó de tocar dieciséis temas, de los cuales ocho fueron seleccionados por Héctor, Willie y el presidente de la Fania, Jerry Masucci, para la producción de Strikes Back. Los temas restantes estaban supuestos a ser cantados por Héctor Lavoe, pero su salud le fallaba muy a menudo y le impedía asistir a las sesiones de grabación. Y, tal como resultó, él nunca pudo completar este álbum. El único tema completo cantado por Héctor es «Las flores del campo». Su voz también aparece en las canciones «Contrato barato», «A la hora de la verdad» y «El guayabero». Aunque solo en el comienzo de los temas. El encargado de terminar este álbum fue Van Lester, cantante que Jerry Masucci y Ralph Mercado colocaron con el fin de publicar este álbum.

### Lanzamiento
El 7 de diciembre de 1993 y meses después del fallecimiento de Héctor Lavoe, sale al mercado The Master & The Protege. En la parte interna de la carátula del disco, se puede encontrar una pequeña reseña sobre esta grabación.

Esta grabación al principio fue producida por Willie Colón y mi persona, en marzo de 1986. En aquel tiempo se grabaron dieciséis canciones, de las cuales ocho fueron presentadas en el álbum Hector Lavoe Strikes Back. Todas las canciones presentadas para los dos álbumes fueron escogidas por Héctor, Willie y yo. Willie también supervisó todas los arreglos, las grabaciones de músicos, coros y la voz de Héctor.

Lamentablemente, la salud de Héctor le fallaba muy a menudo y le impedía asistir a las sesiones de grabación y, tal como resultó, él nunca pudo completar este álbum. Ya que éste era el último trabajo en el cual Héctor, Willie y yo colaboramos juntos, estuve muy decepcionado de no haberlo completado. Sin embargo, un día para mi asombro, oí una canción en la radio que sonaba exactamente como Héctor, pero yo estaba bastante seguro que nosotros en Fania nunca habíamos grabado tal canción.
Después de un poco de investigación, averigué que el cantante que yo había oído no era otro que Van Lester. Inmediatamente llamé a Ralph Mercado y convinimos que Van Lester completaría la voz que faltaba.
Yo espero que ustedes estén tan contentos como yo, con el trabajo de Lester completando el final de esta grabación, y que lamentablemente fue la última para Héctor Lavoe.
Me gustaría agregar que fue una maravillosa experiencia trabajar con Javier Vásquez, quien supervisó la grabación de la voz de Lester y completó esta grabación.
Jerry Masucci en la contraportada del álbum The Master & The Protege.

## Lista de canciones
| N.º | Título                                                 | Letras                         | Cantante(s)               | Duración |  |
| 1.  | «Las flores del campo» (Arreglos por Javier Vásquez)   | Ricardo Nuñez                  | Héctor Lavoe              | 6:10     |  |
| 2.  | «No cambiaré» (Arreglos por Marty Sheller)             | Jerry Masucci y Johnny Pacheco | Van Lester                | 4:53     |  |
| 3.  | «Contrato barato» (Arreglos por Louie Cruz)            | Willie Colón y Héctor Lavoe    | Héctor Lavoe y Van Lester | 5:57     |  |
| 4.  | «Juntos» (Arreglos por Isidro Infante)                 | Cano Robles                    | Van Lester                | 4:48     |  |
| 5.  | «A la hora de la verdad» (Arreglos por Isidro Infante) | Willie Colón y Héctor Lavoe    | Héctor Lavoe y Van Lester | 4:24     |  |
| 6.  | «El guayabero» (Arreglos por Javier Vásquez)           | Antonio Castro                 | Héctor Lavoe y Van Lester | 4:55     |  |
| 7.  | «Son los celos» (Arreglos por Isidro Infante)          | Willie Colón y Héctor Lavoe    | Van Lester                | 5:33     |  |
| 8.  | «Teléfono» (Arreglos por Louie Cruz)                   | Willie Colón y Héctor Lavoe    | Van Lester                | 6:18     |  |
| 9.  | «Héctor Lavoe talking»                                 |                                | Héctor Lavoe              | 0:16     |  |

## Personal

### Músicos
- Voz: Héctor Lavoe y Van Lester
- Coros: Willie Colón, Justo Betancourt, Tito Allen y Milton Cardona
- Trompetas:
- Trombones: Leopoldo Pineda y Lewis Khan
- Piano: José Arturo Ortiz
- Bajo: Oscar Cartaya
- Bongo: Raymond Colón
- Congas: Bobby Allende
- Timbales y percusión: Marc Quiñones

### Créditos
- Productor: Willie Colón
- Productor ejecutivo: Jerry Masucci
- Supervisor de voz de Van Lester: Javier Vásquez
- Mezcla musical: Javier Vásquez, Jerry Masucci e Irv Greenbaum
- Ingeniero de sonido: Irv Greenbaum